# نوجا (أسطورة)
نوجا (بالإنجليزية: Nuga)‏ الأب التمساح في أساطير ميلانيزيا (مجموعة جزر في المحيط الهادئ).

## الأسطورة
ويقال إنه كان في الأصل تجويفا من الخشب صنعه رجل اسمه «أبيلا» فقد كان تجويفا لشخصية بشرية من الخشب ثم وضع على وجهه بعضا من دقيق نخل الساجو Sago فدبت فيه الحياة. وأول صوت صدر عنه هو صوت تمساح.
ثم طلب نوجا من صانعه أبيلا أن يصنع ثلاثة أشخاص آخرين حتى لا يكون وحيدا. فصنع ثلاثة من البشر، لكنهم كانوا يأكلون أكثر كثيرا مما كان يأكل نوجا، ولهذا اضطروا إلى قتل الحيوانات. وسرعان ما أصبحوا أنصاف تماسيح، ولم يستطيع أحد أن يعرف ماذا يفعل مع هؤلاء البشر التماسيح. وعندما تناسلوا فإنهم لم ينسلوا سوى بأطفال ذكور، ولقد انحدر من هؤلاء تلك القبائل التي تزعم أن أجدادهم الأوئل كانوا تماسيح. ولم يكن أبيلا راضيا عن مخلوقاته ولهذا فقد أجبر نوجا أن يحمل الأرض على كتفيه إلى الأبد.

### أساطير بولينيزية
- أتيا وبابا
- حوميتي كيتيكي
- في إي (ميثولوجيا)
- فيفارنجو
- هوميا (ميثولوجيا)
- ماراما (ميثولوجيا)
- ماكي (ميثولوجيا)
- موي (ميثولوجيا)

### أساطير ميكرونيزية
- ألولوي (ميثولوجيا)
- كيراتا (ميثولوجيا)
- لؤا (ميثولوجيا)
- لاتيميكيك